# Rudolph Stratz
Rudolph Stratz, född 6 december 1864 i Heidelberg, död 17 oktober 1936 i Bernau am Chiemsee, var en tysk författare. 
Stratz studerade historia, var ett par år officer, ägnade sig sedan åt litteraturen och bodde därefter på sitt gods Lambelhof vid Bernau i Oberbayern. Stratz tillhör sitt lands mest omtyckta författare: säker uppbyggnad, spännande scener och god analys gör hans berättelser underhållande. Nämnas kan Unter den linden (1893; 7:a upplagan 1911), Die kleine Elten (1895; 5:e upplagan 1910; "Valeska Elten", 1896), Der weisse Tod (1897; 23:e upplagan 1912), Alt Heidelberg, du feine (1902; 12:e upplagan 1911), Gib mir die Hand! (1904, 10:e upplagan 1911), Für dich (1909; 16:e upplagan 1910) och Das deutsche Wunder (1916; många upplagor).